# Калионе, Паоло
Паоло Фабрисио Калионе Фуэнтес (исп. Paolo Fabrizio Calione Fuentes; родился 22 мая 2006, Канелонес) — уругвайский футболист, защитник клуба «Насьональ».

## Клубная карьера
Выступал за футбольные академии клубов «Фатима», «Дефенсор Спортинг» и «Ливерпуль». В возрасте 12 лет присоединился к футбольной академии клуба «Насьональ». В декабре 2024 года подписал с клубом контракт до конца 2027 года. 16 марта 2025 года дебютировал в основном составе «Насьоналя» в матче Примеры Уругвая против «Расинга».

## Карьера в сборной
Выступал за сборные Уругвая до 16, до 17 и до 20 лет.